# Николау, Адамантиос
Адамантиос Николау  (греч.  Αδαμάντιος Νικολάου ), известный также как Дьямантис Николау Олимпиос (греч.  Διαμαντής Νικολάου Ολύμπιος), (1790, Редиани, Пиерия — 1856, Ахлади Фтиотида) — греческий клефт и военачальник, видный деятель Греческой революции в Македонии.

## Биография
Адамантиос Николау Олимпиос родился в селе Редиани Пиерии, на северном, македонском, склоне Олимпа. Был первым сыном известного клефта и арматола и основателя рода, Николау Редениотиса (по имени деревни) Олимпиоса (по имени контролируемого региона). Отец впоследствии стал также известен и как Николау Катериниотис Олимпиос, после того как под его контроль перешёл регион города Катерини.
У Адамантия Николау было два брата, Константин (1800—1854) и Харисис (1810—1858 — от другой матери). Известный клефт Димос Николау Олимпиос (или Псародимос) приходился ему двоюродным братом.
Сам Адамантий Николау, женившись на Метаксии, породнился с одним из самых известных родов греческих клефтов Фессалии и Македонии, родом Лазосов. У Адамантия и Метаксии было двое сыновей (Иоаннис и Ксенофонт) и 3 дочери (из которых выжила только Аспазия).
Адамантиос унаследовал регион подконтрольный его отцу.
В 1805 году Али-паша Тепеленский начал карательные операции против клефтов Олимпа Западной Македонии и Фессалии.
Адамантиос оказал сопротивление Али-паше, вместе с другими капитанами (вождями) клефтов, попом Е. Влахавасом, Никоцарасом, Каратассосом, Георгакисом Олимпиосом, Цахилосом, Мазиотисом и другими:A-373.
Во главе своего клефтского отряда Адамантиос Николау действовал в горных массивах Вермион, Олимп и Пиерия вплоть до начала Греческой революции в 1821 году.

## Греческая революция
К началу Революции и учитывая тот факт, что Никоцарас погиб в 1807 году, Георгакис Олимпиос сражался в Дунайских княжествах, другие клефты региона нашли убежище на Северных Спорадах, Адамантиос Николау стал самым видным капитаном арматолов на Олимпе. Предвидя начало революционных действий, лояльные османам греческие старейшины города Колиндрос ввели в город тысячу турецких солдат:В-84.
В мае 1821 года Адамантиос послал двух своих людей на остров Скиатос, информируя капитанов греческих кораблей, что готов выступить:276.
В сентябре 1821 года Адамантиос Николау, во главе 300 своих бойцов, разбил лагерь у Колиндрос.
Следуя совету посетившего его в лагере военачальника Касомулиса, Николау не стал торопиться с объявлением своего присоединения к Революции, а тайно послал послал помощь на осаждаемый турками полуостров Кассандра:301.
17 сентября у побережью Олимпа неожиданно появилась маленькая флотилия с восставшего острова Псара.
Касомулис и брат Адамантия, Константин, поднялись на борт корабля адмирала Апостолиса. Получив информацию о положении дел на Кассандре и на Пелопоннесе, Адамантиос послал морем Касомулиса и своего брата в Кассандру, с целью связаться с вождём революции в Македонии Эммануилом Паппасом и совместно просить помощь у временного революционного правительства:303.
Касомулис и Константин Николау, через острова Псара, прибыли на остров Идра 22 сентября 1821 года.
Лазарь Кундуриотис, прочитав письмо, отметил посланникам, что «прославленные олимпийцы задержались с вступлением в эту священную борьбу» и что «все эллины возлагали на них бо́льшую надежду»:303.
При этом, Кундуриотис обнадёжил их со словами «пусть выступают, а мы дадим им всё чем располагаем», отправив их предварительно на соседний остров Спеце и на Пелопоннес, к Дмитрию Ипсиланти:304.
В октябре идриоты послали повстанцам Олимпа груз пороха и свинца, и в письме Адамантию Николау писали «Сражайтесь мужественно, покажите всему миру, что древность была прославленной, когда на Олимпе жили боги, но сегодня там живут герои»:305.

## Весна 1822 года
В марте 1822 года временное революционное правительство послало в Македонию, на Олимп, маленький экспедиционный корпус, в составе которого было несколько немецких филэллинов артиллеристов.
Командующим корпусом Дмитрий Ипсиланти назначил Григория Саласа.
Корпус сопровождал известный монах и просветитель Теофилос Каирис, который оставил после себя детальный дневник этих событий:408.
Корпус высадился 13 марта, с двух кораблей острова Псара, в Элефтерохори, в 4-х часах хода от лагеря Адамантия Николау в Кастаниа.
Николау осаждал городок Колиндрос.
В тот же день 200 повстанцев сразились с 600 турками и одержали победу.
На следующий день 150 повстанцев сразились с 800 ьурками из которых 200 были всадниками На этот раз повстанцы были вынуждены применить свои немногочисленные орудия но вновь одержали победу.
27 марта турки предприняли наступление на Кастаниа высадившись в Милиа но отступили. Экспедиционный корпус занял Милиа.
29 марта 2 тысячи турок Либуд-паши обрушились на Кастаниу которую защищали 200 бойцов Адамантия Николау и сожгли её. При этом турки потеряли убитыми 200 человек.
После чего Адамантий Николау сжёг укреплённое село Ройандели:409.
1 апреля Диамантис соединился с экспедиционным корпусом в Милиа и 2 апреля во главе 150 бойцов сразился против 600 турок:410.
Экспедиционный корпус не удержал свой лагерь в Милиа и рассеявшись группами стал перебираться в Фессалию:412.
Французский консул в Салониках, Bottu, писал своему правительству в докладе от 3 апреля 1822 года: «В течение 15 дней горит эта сторона (побережья). Турки, греки и клефты соперничают друг с другом в разрушении этих красивых земель и каждую ночь мы видим на расстоянии многиех лье огни пожирающие сёла… Война объявлена между корпусами посланными пашой Салоник и вооружёнными группами Дьамантиса (Николау). Он (Николау) сумел добром или силой вовлечь в восстание население городов и сёл, которое до того было глухо к любым призывам…
Полагаю, что Мехмед паша понёс большие потери в людях»:414.
Адамантий не последовал за группами экспедиционного корпуса, но вместе с своими бойцами направился в Центральную Македонию, оказать помощь осаждённой турками Наусе. Адамантий успел сразиться с войсками Мехмеда Эмина паши, но Науса пала 13 апреля.
Между тем, сёла Олимпа, вплоть до устья реки Пеней были сожжены и выжившие жители, через 40 лет, со скорбью вспоминали эти события и обвиняли прославленных клефтов Олимпа, не сумевших защитить их:413.

## В Средней Греции
После того как турки разрушили родовую башню Лазосов, Адамантий направился в горы Вермион. После того как Греческая революция в Македонии пошла на убыль, он решил направиться в Южную Грецию, где решалась судьба революции. Он перебрался с семьёй на остров Скиатос, где 9 октября 1823 года принял участие в успешном отражении попытки османского флота Хосрефа высадить турецкие войска. Временное революционное правительство, в знак признания проявленного им мужества назначило его командующим повстанческих сил восточной Средней Греции и острова Эвбея. Его назначение было использовано политиками, в их интригах против местных военачальников и вызвало негативную реакцию последних, в частности военачальника Эвбеи Криезиотиса.
В конечном итоге и во избежание конфликта, остров был разделён на две части, контроль северной Эвбеи был отдан Адамантию Николау, контроль южной остался за Криезиотисом. Но в результате этого назначения, когда летом 1823 года османский флот обрушился на Каристос на юге острова, Криезиотис предпочёл не идти на север, на соединение с Николау, а перебрался на остров Скопелос:В-342. Не имея более противника на юге острова, турки мобилизовали 12 тысяч солдат, под командованием Юсуф-паши Перкофчали, и пошли на север. Последовавшие события — не самые славные страницы в биографии Адамантия Николау. Командующий оставил поле боя в Врисакия и укрылся в ущелье Агиу. Его мужественные военачальники, братья Ставрос и Константин Василиу, Аргирокастритис и Лиакос, без своего командующего, укрепились в Андриала во главе 500 бойцов.
22 июля 1823 года эти 500 бойцов с успехом отразили 5 атак войск Перкофчали. Победа была оплачена смертью Лиакоса. Военачальники послали письмо Николау, информируя его, что остались без боеприпасов и ожидают его содействия. В результате междоусобных интриг Николау прислушался к совету М. Триантифиллинаса и не только не послал сражающимся боеприпасы, но и переправился на остров Скиатос. За ним Эвбею покинул Колеттис, назначенный правительством эпархом (правителем) острова. 23 июля, оставшись без боеприпасов, защитники Андриалы не смогли сдержать натиск Перкофчали. Последовала резня турками гражданского населения Северной Эвбеи:В-343.
С Северных Спорад он начал пиратскую деятельность, совершая налёты на побережья полуострова Халкидики и Пиерии. Его пиратская деятельность отвлекала силы турок от главных театров войны, но в основном обеспечивала средствами существования голодающих фессалийцев и македонян, обосновавшихся на островах Северных Спорад. 3 ноября 1827 года, вместе со своим братом Константином, он принял участие на тайной сходке военачальников, священников и старейшин в монастыре Св. Дионисия на Олимпе. В двух рапортах, подписавшиеся 30 участников просили послать к ним командующего, предложив Дмитрия Ипсиланти в качестве главнокомандующего и баварского полковника филэллина Гайдека в качестве его помощника. Правительство советовало оказать терпение, поскольку вопрос границ возрождающегося государства был предметом переговоров. В 1828 году он прибыл в временную столицу город Нафплион и присутствовал при присяге правителя Греции Иоанна Каподистрии.
Новое правительство сформировало корпус из фессалийцев и македонян, назначив его командующим Толиса Лазоса. С чувством обиды и несправедливости, Адамантиос вернулся на Олимп. Каподистрия разрешил возобновление военных действий в Македонии, но помощи не оказал. Все попытки Адамантиоса и других македонян в Пиерии были безуспешными, в результате чего вспыхнули новые репрессии турок против местного населения. Гражданское население тысячами вновь переправлялось на Северные Спорады.
Согласно описи беженцев на Спорадах от 2 апреля 1829 года, Адамантиос Николау, с семьёй, находился на острове Скопелос.
В июле 1829 года он представлял фессалийцев и македонян на 4-м Национальном собрании в Аргосе и уступил Каподистрии свои полномочия. Каподистрия поблагодарил его заявив, что не может использовать их (полномочия) и посоветовал ему наладить хорошие отношения с турками в Македонии, надеясь на перемену обстоятельств в будущем. После этого Адамантиос попытался подписать мир с турками, чтобы получить назад свой арматолик, но без результата, поскольку турки следовали старой фетве и в 1830 году послали большие силы чтобы арестовать его и Михаила Пецаваса. В 1831 году он вновь на Скопелосе, как следует из письма от 05/9/1831, посланного адмиралом Миаулисом Александру Маврокордатосу.

## В Греческом королевстве
Адамантиос Николау перебрался в Греческое королевство.
Ему было поручено возглавить гарнизон в Беотии, с целью нейтрализовать деятельность банд разбойников, которые в первые годы возрождённого государства стали большой проблемой.
По решению короля Оттона, 16 июня 1844 года он был назначен сенатором в Сенат Греции.
Адамантиос Николау и его семья обосновались в селе Ахлади Фтиотиды, где он и умер 19 января 1856 года.
Его именем названа одна из центральных улиц македонской столицы, города Фессалоники (οδός Ολυμπίου Διαμαντή — улица Олимпиоса Диамантиса), а также улица в городе Катерини,
недалеко от улицы, названной в честь его отца (улица Николаоса Катериниотиса).
От дома Адамантия Николау в сегодняшнем селе Риакия Пиерия остался только фундамент.